# Insurrection d'Ilinden
 (mai 2024).
L'insurrection d'Ilinden (en macédonien : Илинденско востание, Ilindensko vostanie ; en grec moderne : Εξέγερση του Ίλιντεν, Exégersi tou Ílinden), également appelée en Bulgarie l'insurrection d'Ilinden–Préobrajénié (en bulgare : Илинденско-Преображенско въстание, Ilindensko-Preobrajensko văstanie), est une révolte organisée contre l'Empire ottoman, préparée et menée par l'Organisation révolutionnaire macédonienne interne-Adrianople,, avec le soutien du Comité suprême de Macédoine et d'Andrinople. Le nom du soulèvement fait référence à Ilinden, jour de la fête de Saint-Élie, et à Préobajénié qui signifie « Transfiguration ». La révolte a duré de début août à fin octobre 1903 et a couvert un vaste territoire allant de la côte orientale de la mer Noire aux rives du lac d'Ohrid.
La rébellion dans la région de Macédoine a affecté la plupart des parties centrales et sud-ouest du vilayet de Monastir recevant le soutien principalement des paysans bulgares,, et dans une certaine mesure de la population aroumaine de la région. Le gouvernement provisoire a été établi dans la ville de Kruševo, où les insurgés ont proclamé la république de Kruševo, qui a été reconquise après seulement dix jours, le 12 août. Le 19 août, un soulèvement étroitement lié organisé par des paysans bulgares dans le vilayet d'Andrinople conduit à la libération d'une grande zone dans les montagnes de Strandzha et à la création d'un gouvernement provisoire à Vassiliko, la république de Strandzha. Cela dura une vingtaine de jours avant d'être réprimé par les Turcs. L'insurrection engloutit également les vilayets du Kosovo et de Salonique.
Au moment où la rébellion avait commencé, beaucoup de ses dirigeants potentiels les plus prometteurs, y compris Ivan Garvanov et Gotsé Deltchev, avaient déjà été arrêtés ou tués par les Ottomans, et l'effort a été annulé en quelques mois. La rébellion était soutenue par des détachements armés qui s'étaient infiltrés dans la zone depuis le territoire de la principauté de Bulgarie. Les survivants ont réussi à maintenir une campagne de guérilla contre les Turcs pendant les années suivantes, mais son plus grand effet était que cela a persuadé les puissances européennes de tenter de convaincre le sultan ottoman qu'il devait adopter une attitude plus conciliante envers ses sujets chrétiens en Europe.

## Prélude

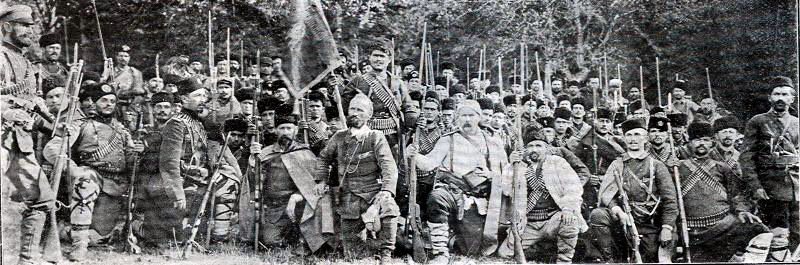
Groupe du Comité suprême du général Tsonchev.

Au tournant du XXe siècle, l'Empire ottoman s'effondrait et les terres qu'ils détenaient en Europe de l'Est pendant plus de 500 ans passaient à de nouveaux dirigeants. La Macédoine et la Thrace étaient des régions aux frontières indéfinies, adjacentes aux États grecs, bulgares et serbes récemment indépendants, mais elles-mêmes encore sous le contrôle des Turcs ottomans. Chacun des États voisins a fondé ses revendications sur la Macédoine et la Thrace sur divers motifs de composition historique et ethnique. Mais la population était très mélangée et les revendications historiques concurrentes étaient basées sur divers empires dans un passé lointain. La compétition pour le contrôle a eu lieu en grande partie au moyen de campagnes de propagande, visant à conquérir la population locale, et a eu lieu en grande partie à travers les églises et les écoles. Divers groupes de mercenaires ont également été soutenus, par la population locale et par les trois gouvernements concurrents,.
Le groupe le plus efficace était l'Organisation révolutionnaire macédonienne interne- adrianopolitaine (IMARO), fondée à Thessalonique en 1893. Le groupe a eu un certain nombre de changements de nom avant et après le soulèvement. Il était majoritairement bulgare et soutenait une idée d'autonomie pour les régions de Macédoine et d'Andrinople au sein de l'État ottoman avec une devise « Macédoine pour les Macédoniens ». Il a rapidement commencé à être infiltré par des membres du Comité suprême macédonien, un groupe formé en 1894 à Sofia, en Bulgarie. Ce groupe s'appelait les suprémistes et préconisait l'annexion de la région par la Bulgarie.
Le terme d'autonomie étant régulièrement utilisé en relation avec la question macédonienne, il est essentiel d'en noter le sens et la raison. Son inspiration appartenait certainement à la pratique balkanique du XIXe siècle selon laquelle les puissances maintenaient la fiction du contrôle ottoman sur des États effectivement indépendants sous le couvert d'un statut autonome au sein de l'État ottoman (Serbie, 1829–1878 ; Roumanie, 1829–1878 ; Bulgarie, 1878–1908). De plus, du point de vue macédonien, l'objectif de l'indépendance par l'autonomie avait un autre avantage. Plus important encore, l'OMIARO était conscient que ni la Serbie ni la Grèce ne pouvaient espérer obtenir l’ensemble de la Macédoine et, contrairement à la Bulgarie, elles attendaient avec impatience et appelaient à la partition. L'autonomie était donc la meilleure prophylactique contre la partition, qui préserverait le caractère bulgare de la population slave chrétienne macédonienne malgré la séparation de la Bulgarie proprement dite. L'idée de l'autonomie macédonienne était strictement politique et n'impliquait pas une sécession de l'ethnie bulgare.

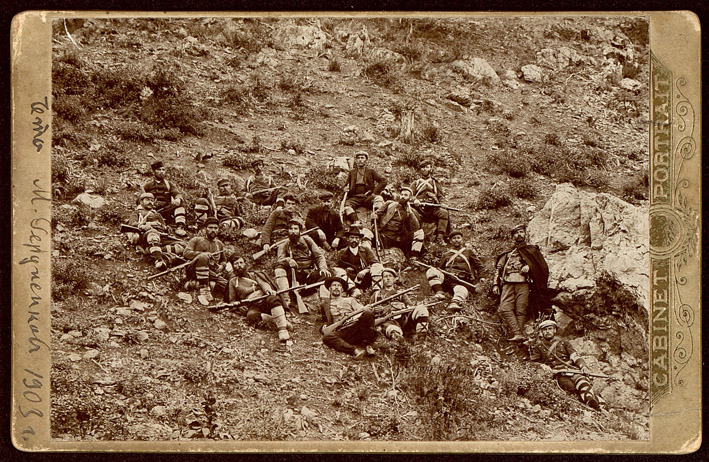
Vojvods à Odrin Vilayet avant le soulèvement.

Les deux groupes avaient des stratégies différentes. IMARO, tel que conçu à l'origine, cherchait à préparer un soulèvement soigneusement planifié à l'avenir, mais les suprémistes préféraient les raids immédiats et les opérations de guérilla pour favoriser le désordre et précipiter les interventions,,. D'un autre côté, un petit groupe de conservateurs de Salonique a organisé une confrérie révolutionnaire secrète bulgare (Balgarsko Tayno Revolyutsionno Bratstvo). Ce dernier a été incorporé à IMARO en 1902 mais ses membres comme Ivan Garvanov, devaient exercer une influence significative sur l'organisation. Ils devaient faire pression pour le soulèvement d'Ilinden-Préobrajénié et devinrent plus tard le noyau de la faction de droite de l'IMRO. L'un des dirigeants fondateurs de l'IMARO, Gotse Delchev, était un ardent défenseur de la lenteur, mais les suprémistes ont insisté pour qu'un soulèvement majeur ait lieu à l'été 1903. Delchev lui-même a été tué par les Turcs en mai 1903.
Pendant ce temps, à la fin du mois d'avril 1903, les Bateliers de Salonique du cercle Gemidzhii, un groupe de jeunes anarchistes diplômés de l'école secondaire des hommes bulgares de Thessalonique, a lancé une série d'attentats à Thessalonique. Leur objectif était d'attirer l'attention des grandes puissances sur l'oppression ottomane en Macédoine et en Thrace orientale. En réponse à ces attaques, l'armée ottomane et les bashi-bouzouks (irréguliers) ont massacré de nombreux Bulgares innocents à Thessalonique, puis à Bitola.
Dans ces circonstances, le plan des suprémistes allait de l'avant. Sous la direction d' Ivan Garvanov, IMARO a pris une décision concernant la révolte militaire. Garvanov, lui-même, n'a pas participé au soulèvement, en raison de son arrestation et de son exil à Rhodes. Le jour choisi pour le soulèvement était le 2 août (20 juillet dans l'ancien calendrier julien), jour de la fête de Saint-Élie. Ce jour saint était connu sous le nom d' Ilinden . Le 11 juillet, un congrès à Petrova Niva près de Malko Tarnovo a fixé la date du 23 juillet pour le soulèvement, puis l'a reporté un peu plus au 2 août. La région de Thrace, autour du vilayet d'Andrinople n'était pas prête et a négocié pour un soulèvement ultérieur dans cette région.
La position du gouvernement bulgare sur le soulèvement. Au cours des discussions, le gouvernement de Racho Petrov a soutenu la position d'IMARO d'un caractère entièrement interne à la rébellion. Outre l'avertissement personnel de Racho Petrov à Gotse Delchev en janvier 1903 sur le report ou même l'annulation de la rébellion, le gouvernement a envoyé une note circulaire à ses représentations diplomatiques à Thessalonique, Bitola et Edirne, conseillant à la population de ne pas succomber à une propagande pro-rébellion, car la Bulgarie n’était pas prête à le soutenir.
De vieux fusils russes Berdan et Krnka ainsi que des Mannlichers ont été fournis de Bulgarie à Skopje à la suite de l'insistance pour un tir rapide plus rapide par l'officier de l'armée bulgare Boris Sarafov. Dans ses mémoires, Sarafov déclare que la principale source de financement pour l'achat d'armes à l'armée bulgare provenait de l'enlèvement de Miss Stone (en) ainsi que de contacts en Europe.

## Insurrection d'Ilinden

Le drapeau de la république de Kruševo.

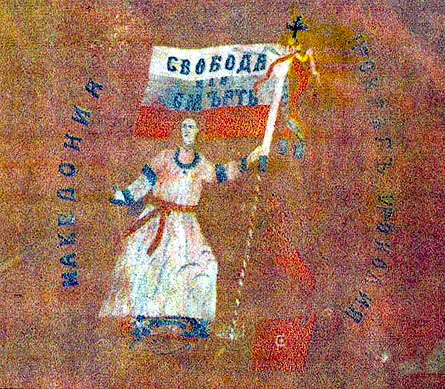
La bannière des insurgés d'Ohrid avec le drapeau bulgare dessus et l'inscription Свобода или смърть. Les insurgés arboraient partout des drapeaux bulgares,.

Un compte rendu des dates et des détails du soulèvement a été enregistré par l'auteur anarchiste Georgi Khadziev qui a été traduit par Will Firth . Le 28 juillet, le message est envoyé aux mouvements révolutionnaires, mais le secret est gardé jusqu'au dernier moment. Le soulèvement a commencé dans la nuit du 2 août et a impliqué de vastes régions à l'intérieur et autour de Bitola, autour du sud-ouest de l'actuelle Macédoine du Nord et dans une partie du nord de la Grèce. Cette nuit-là et tôt le lendemain matin, la ville de Kruševo a été attaquée et capturée par 800 rebelles. Parallèlement, après trois jours de combats suivis d'un siège à partir du 5 août, la ville de Smilevo est prise par les rebelles. La ville de Kleisoura, près de Kastoria, a été prise par les insurgés vers le 5 août. Le 14 août, sous la direction de Nikola Pushkarov, des bandes près de Skopje attaquent et font dérailler un train militaire. À Razlog, la population s'est jointe au soulèvement. C'était plus à l'est, à Pirin Macédoine dans l'actuelle Bulgarie.
Le 4 août, sous la direction de Nikola Karev, une administration locale appelée république de Kruševo avait été mise en place. Ce même jour et le suivant, les troupes turques ont tenté en vain de reprendre Kruševo. Le 12 août, à la suite de la bataille de Sliva, une force de 3 500 soldats ottomans a repris et brûlé Kruševo. Il n'était détenu par les insurgés que depuis dix jours. Kleisoura a finalement été repris par les Ottomans le 27 août.

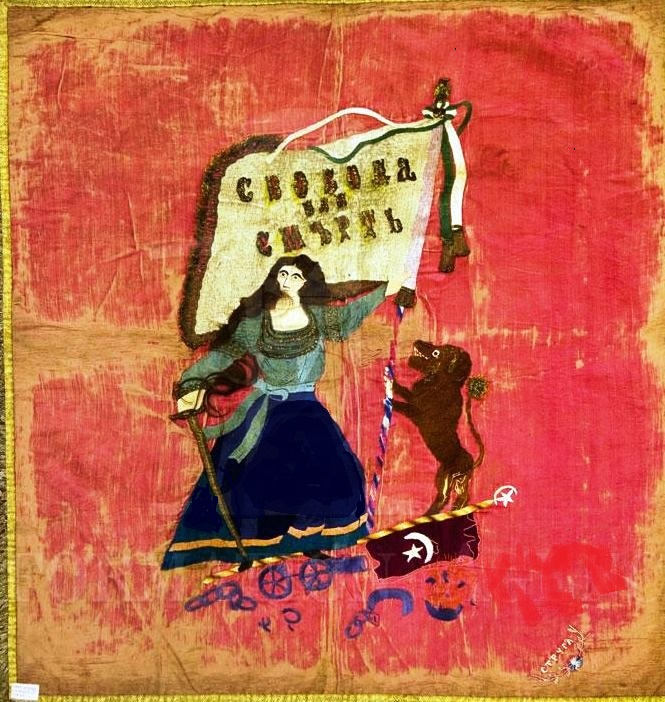
Le drapeau du détachement insurgé de Struga. Il porte également le drapeau bulgare et la devise bulgare Свобода или смърть.

Les autres régions concernées étaient Ohrid, Florina et Kičevo . Dans la région de Thessalonique, les opérations étaient beaucoup plus limitées et sans grande implication locale, en partie à cause des désaccords entre les factions de l'Organisation révolutionnaire macédonienne interne (IMRO). Il n'y a pas eu non plus de soulèvement dans la région de Prilep, immédiatement à l'est de Bitola.
La raison pour laquelle le soulèvement a été stratégiquement choisi dans le vilayet de Bitola et dans la région plus large du sud-ouest de la Macédoine, était due au fait qu'il était situé le plus loin de la Bulgarie, tentant de montrer aux grandes puissances que le soulèvement était purement macédonien. caractère et phénomène. Selon l'un des fondateurs d'IMARO, Petar Poparsov, l'idée de garder ses distances avec la Bulgarie était due au fait que tout soupçon de son ingérence pouvait nuire aux deux parties : la Bulgarie et l'organisation. En fait, le soulèvement s'est rapidement étendu aux vilayets adjacents du Kosovo, de Thessalonique et d'Andrinople (en Thrace).

### Insurrection de Krastovden
Des milices actives dans la région de Serrès, dirigées par Yane Sandanski et un détachement insurgé du Comité suprême, ont retenu une importante force turque. Ces actions ont commencé le jour de la fête de la Croix (Krastovden en bulgare, 27 septembre) et n'ont pas autant impliqué la population locale que dans d'autres régions, et se sont déroulées bien à l'est de Monastir et à l'ouest de la Thrace.
Dans les zones entourant le soulèvement de 1903, les villageois albanais étaient soit menacés par l'IMRO četas, soit recrutés par les autorités ottomanes pour mettre fin au soulèvement.

## Soulèvement de la Préobrajénie

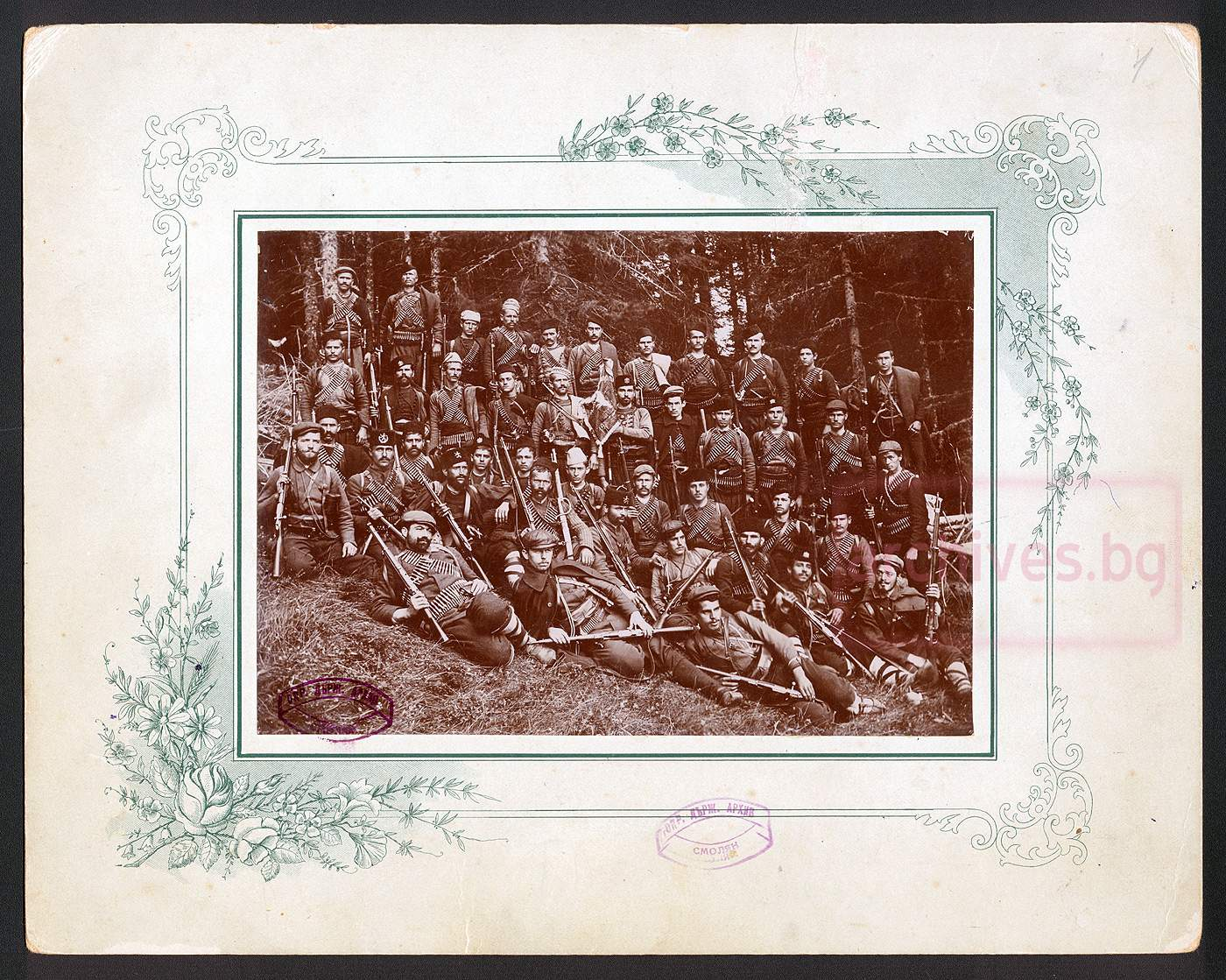
Les délégués au congrès des Rhodopes.

Selon Khadziev, l'objectif principal du soulèvement en Thrace était de soutenir les soulèvements plus à l'ouest, en engageant les troupes turques et en les empêchant de pénétrer en Macédoine. La plupart des opérations étaient de diversion, bien que plusieurs villages aient été pris, et une région de Strandzha a été détenue pendant une vingtaine de jours. On l'appelle parfois la république de Strandzha ou la commune de Strandzha, mais selon Khadziev, il n'a jamais été question de pouvoir d'État dans la région de Thrace.
- Le matin du 19 août, des attaques ont été lancées contre des villages de toute la région, notamment Vasiliko (aujourd'hui Tsarevo ), Stoilovo (près de Malko Tarnovo ) et des villages près d'Edirne.
- Le 21 août, le phare du port d' Igneada a explosé.
- Vers le 3 septembre, une forte force ottomane a commencé à réaffirmer son contrôle.
- Le 8 septembre, les Turcs avaient rétabli le contrôle et nettoyaient.

### Insurrection des Rhodopes
Dans les montagnes des Rhodopes, en Thrace occidentale, le soulèvement ne s'est exprimé que dans les diversions de certains cheta dans les régions de Smolyan et Dedeagach.

## Conséquences

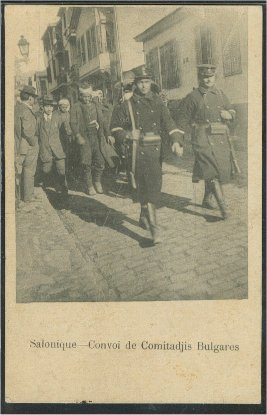
Un convoi de militants IMRO bulgares capturés.

La réaction des Turcs ottomans aux soulèvements fut d'une force écrasante. Le seul espoir pour les insurgés était une intervention extérieure, et cela n'a jamais été politiquement faisable. En effet, bien que les intérêts bulgares aient été favorisés par les actions, le gouvernement bulgare lui-même avait été tenu d'interdire les groupes rebelles macédoniens avant les soulèvements et a demandé l'arrestation de ses dirigeants. C'était une condition de la diplomatie avec la Russie. L'Empire ottoman en déclin a fait face à l'instabilité en se vengeant des populations locales qui avaient soutenu les rebelles. Les pertes au cours des campagnes militaires elles-mêmes étaient relativement faibles, mais par la suite, des milliers de personnes ont été tuées, exécutées ou sans abri. L'historienne Barbara Jelavich estime qu'environ neuf mille maisons ont été détruites, et des milliers de réfugiés ont été produits. Selon Georgi Khadziev, 201 villages et 12 400 maisons ont été incendiés, 4 694 personnes tuées et quelque 30 000 réfugiés ont fui vers la Bulgarie.

Le 29 septembre, l'état-major de l'Insurrection adressa la lettre N 534 au gouvernement bulgare, appelant à une intervention armée immédiate:
« L'état-major considère qu'il est de son devoir d'attirer l'attention du respectable gouvernement bulgare sur les conséquences désastreuses pour la nation bulgare, s'il ne remplit pas son devoir envers ses frères biologiques ici, d'une manière impressionnante et active, comme imposé par la puissance des circonstances et du danger, qui menace la patrie toute bulgare – par la guerre.  »
Pourtant, la Bulgarie n'a pas été en mesure d'envoyer des troupes à la rescousse des Bulgares rebelles en Macédoine et à Andrinople, en Thrace. Lorsque les représentants de l'IMARO ont rencontré le Premier ministre bulgare Racho Petrov, il leur a montré les ultimatums de la Serbie, de la Grèce et de la Roumanie, qu'il venait de recevoir et qui l'informaient du soutien de ces pays à la Turquie, au cas où la Bulgarie interviendrait pour soutenir les rebelles. Lors d'une réunion début octobre, l'état-major des forces rebelles a décidé de cesser toute activité révolutionnaire et a déclaré les forces, à l'exception des milices régulières, dissoutes. Après le soulèvement, IMARO est devenu plus fortement associé aux suprémistes et à l'objectif d'hégémonie de la Bulgarie. La sauvagerie des insurrections et des représailles a finalement provoqué une réaction du monde extérieur. En octobre, François-Joseph d'Autriche-Hongrie et Nicolas II de Russie se sont rencontrés à Mürzsteg et ont parrainé le programme de réformes de Mürzsteg, qui prévoyait la police étrangère de la région de Macédoine, l'indemnisation financière des victimes et l'établissement de frontières ethniques dans la région. Les réformes ont obtenu peu de résultats pratiques en dehors de donner plus de visibilité à la crise. La question des aspirations concurrentes de la Grèce, de la Serbie, de la Bulgarie et des défenseurs locaux de l'autonomie politique n'a pas été abordée, et la notion de frontières ethniques a été impossible à mettre en œuvre efficacement. Quoi qu'il en soit, ces préoccupations ont rapidement été éclipsées par la révolution des Jeunes-Turcs de 1908 et la dissolution subséquente de l'Empire ottoman.

## Histoire ultérieure

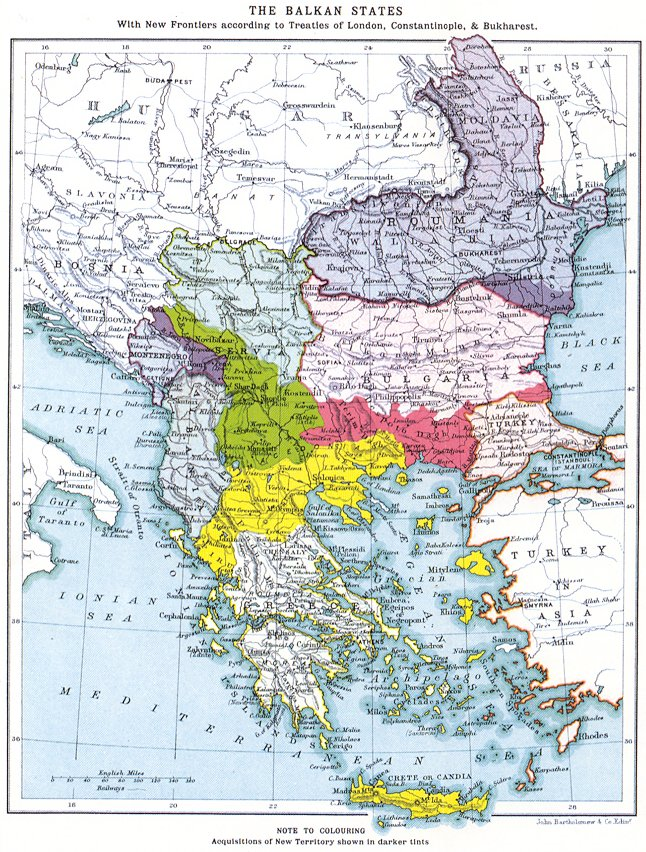
La partition de la Macédoine et de la Thrace en 1913.

Les guerres balkaniques de 1912 et 1913 séparent par la suite la Macédoine et la Thrace. La Serbie a pris une partie de la Macédoine au nord, ce qui correspond à peu près à la Macédoine du Nord . La Grèce a pris la Macédoine égéenne au sud, et la Bulgarie n'a pu obtenir qu'une petite région au nord-est : la Macédoine de Pirin. Les Ottomans ont réussi à garder la région d'Edirne, où toute la population bulgare de Thrace a été soumise à un nettoyage ethnique total par l'Empire ottoman. Le reste de la Thrace a été divisé entre la Bulgarie, la Grèce et la Turquie après la Première Guerre mondiale et la guerre gréco-turque . La plupart des personnalités politiques et culturelles bulgares locales ont été persécutées ou expulsées des régions serbes et grecques de Macédoine et de Thrace, où toutes les structures de l'exarchat bulgare ont été abolies. Des milliers de Slaves macédoniens sont partis pour la Bulgarie, rejoignant un flux encore plus important de la Macédoine égéenne dévastée, où les Grecs ont brûlé Kilkis, le centre de la politique et de la culture bulgares, ainsi qu'une grande partie de Serres et de Drama, en Grèce. Le bulgare (y compris les dialectes slaves macédoniens) était interdit et son utilisation clandestine, chaque fois qu'elle était détectée, était ridiculisée ou punie. L'organisation révolutionnaire interne macédonienne-adrianople a soutenu l'armée bulgare pendant les guerres balkaniques et la Première Guerre mondiale. Après le traité de Neuilly après la Première Guerre mondiale, le mouvement révolutionnaire macédonien-adrianopolitain combiné s'est séparé en deux organisations distinctes : l'organisation révolutionnaire interne de Thrace et la macédonienne interne Organisation révolutionnaire et a poursuivi sa lutte contre les régimes serbe et grec dans la période suivante jusqu'en 1934.
L'IMRO contrôlait de facto la Macédoine bulgare de Pirin (le district de Petrich à l'époque) et agissait comme un « État dans l'État », qu'il utilisait comme base pour des attaques avec délit de fuite contre la Yougoslavie et la Grèce . IMRO a commencé à envoyer des bandes armées appelées cheti en Macédoine grecque et yougoslave pour assassiner des fonctionnaires et réveiller l'esprit de la population opprimée.
À la fin de 1922, le gouvernement grec a commencé à expulser un grand nombre de Bulgares de Thrace occidentale vers la Bulgarie et l'activité de l' Organisation révolutionnaire thrace interne (ITRO) s'est transformée en une rébellion ouverte. L'organisation a finalement obtenu le contrôle total de certains districts le long de la frontière bulgare. À l'été 1923, la majorité des Bulgares avaient déjà été réinstallés en Bulgarie. Bien que des détachements de l'ITRO aient continué à s'infiltrer sporadiquement en Thrace occidentale, l'objectif principal de l'activité de l'organisation s'est maintenant déplacé vers la protection des réfugiés en Bulgarie. Les meurtres et assassinats constants d'IMRO et d'ITRO à l'étranger ont provoqué certains au sein de l'armée bulgare après le coup d'État du 19 mai 1934 pour prendre le contrôle et briser le pouvoir des organisations.

## Héritage

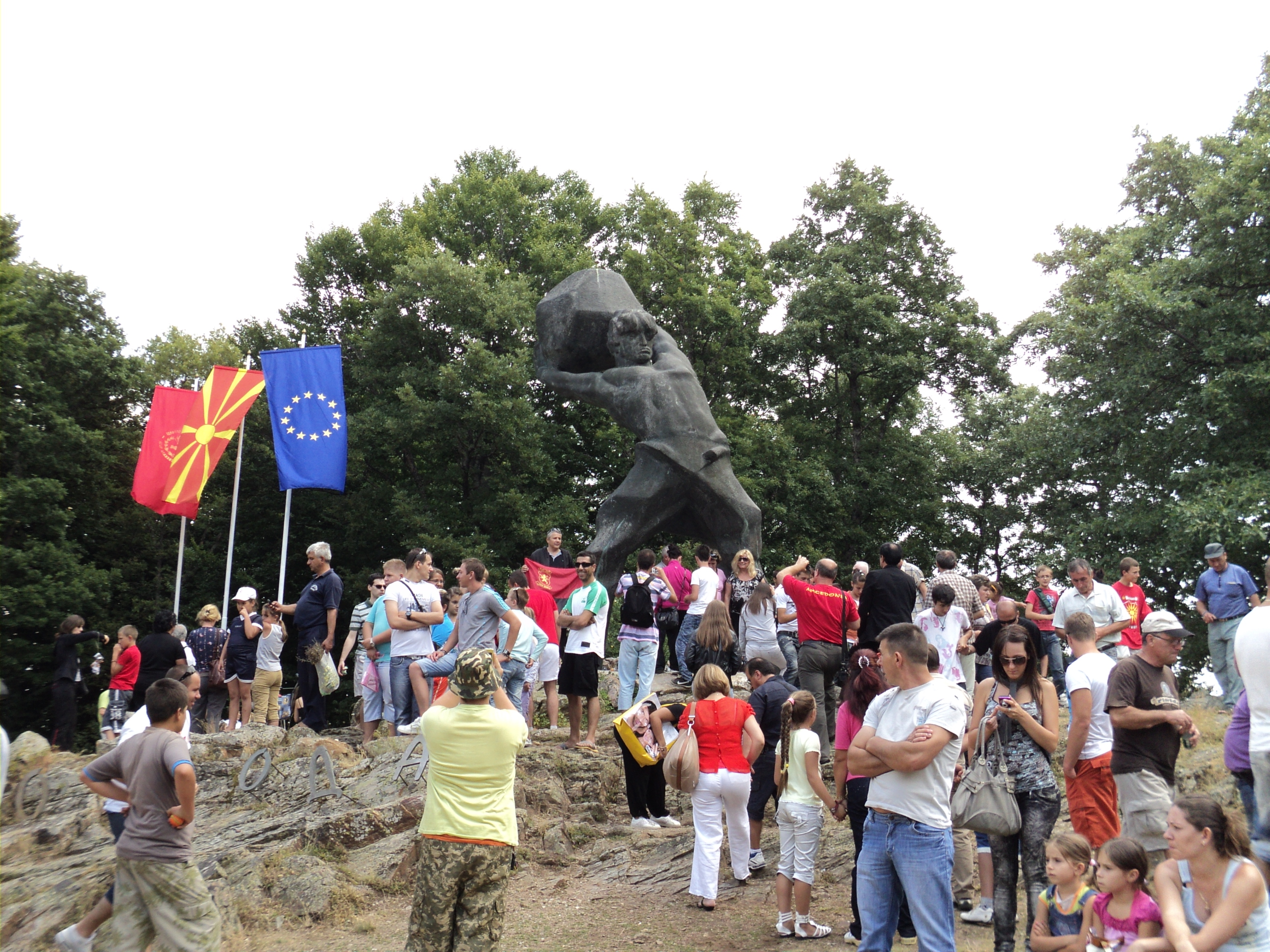
Commémoration du 2 août à Kruševo en 2011.

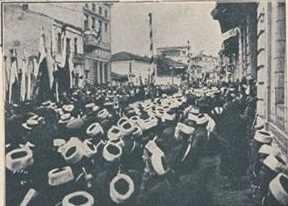
Célébration du soulèvement d'Ilinen à Bitola pendant la Première Guerre mondiale, occupation bulgare du sud de la Serbie.

Les représentations des insurrections par les historiens ultérieurs reflètent souvent les aspirations nationales en cours. Les historiens de Macédoine du Nord les considèrent comme une partie du mouvement vers un État indépendant finalement réalisé par leur propre nouvelle nation. Il y a, en fait, très peu de continuité historique des insurrections à l'État moderne, mais les sources macédoniennes ont tendance à mettre l'accent sur les premiers objectifs d'autonomie politique lorsque l'IMARO a été créé. La faction suprémiste a fait pression pour que les insurrections aient lieu à l'été 1903, tandis que l'aile gauche a plaidé pour plus de temps et plus de planification. Les historiens bulgares soulignent le caractère bulgare incontestable des rebelles, mais tendent à minimiser les mouvements d'autonomie politique qui faisaient partie de l'organisation IMARO avant les insurrections. Les historiens occidentaux se réfèrent généralement simplement au soulèvement d'Ilinden, qui marque la date à laquelle le soulèvement a commencé. En Bulgarie, il est plus courant de se référer au soulèvement Ilinden-Préobrajénié, donnant un statut égal aux activités commencées à Préobrajénié près de la côte bulgare de la mer Noire et limitant une focalisation indue sur la région macédonienne. Certaines sources les reconnaissent comme deux insurrections liées mais distinctes et les nomment le soulèvement d'Ilinden et le soulèvement de Préobrajénié. Les sources bulgares ont tendance à mettre l'accent sur les mouvements au sein de l'IMARO pour l'hégémonie avec la Bulgarie, comme le préconisent les factions suprémistes et de droite.

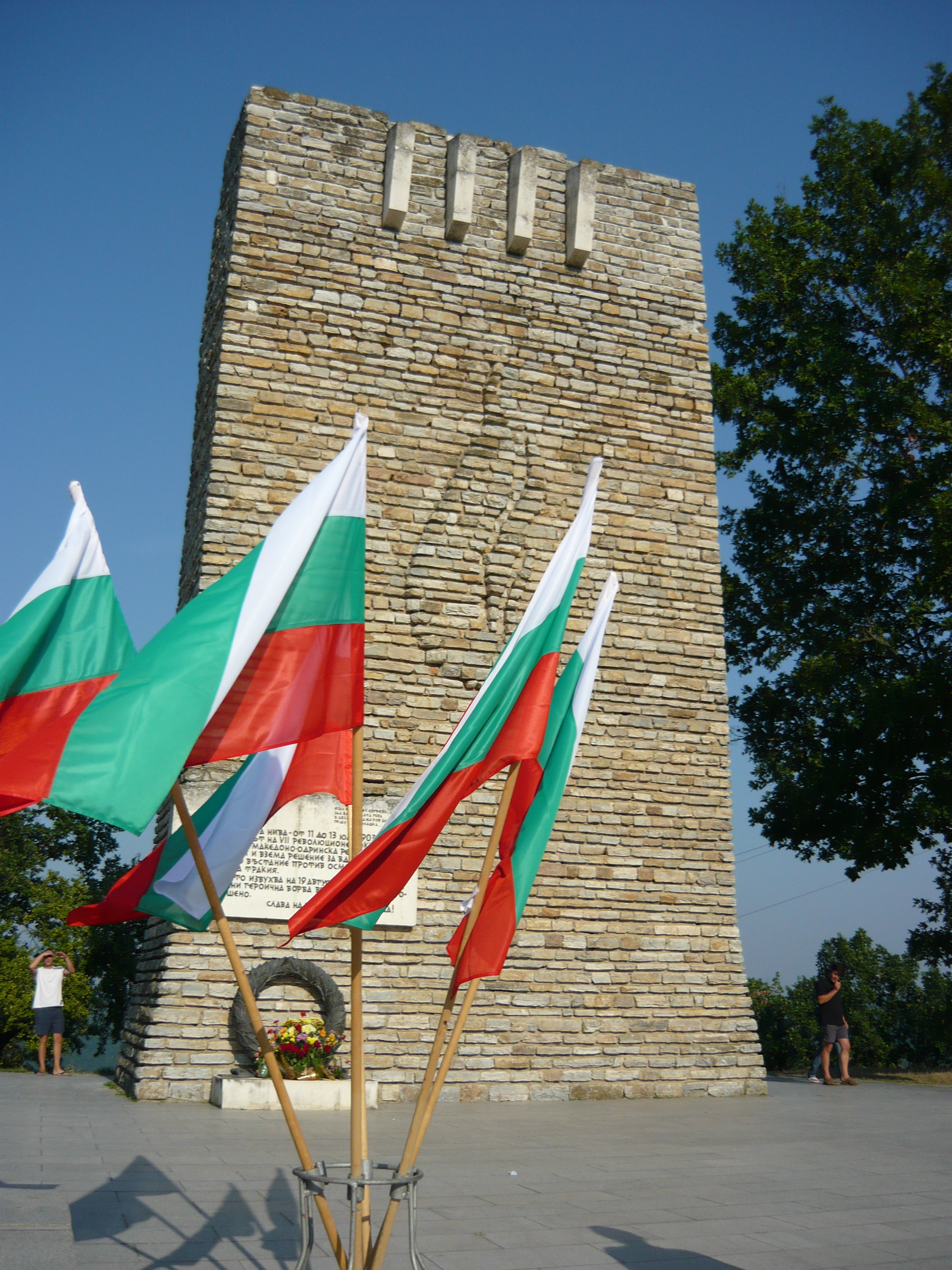
Monument Petrova Niva, dédié au soulèvement de Préobrajénie, près de Malko Tarnovo, Bulgarie.

Le soulèvement d'Ilinden-Préobrajénié a été célébré par la diaspora macédonienne et thrace en Bulgarie et par toutes les factions au sein de l'IMARO. Elle a été commémorée officiellement en Macédoine sous la domination bulgare lorsqu'elle occupait alors la Serbie du Sud pendant la Première Guerre mondiale et la Seconde Guerre mondiale. Des célébrations ont également eu lieu en 1939 et 1940 au mépris de l'interdiction des autorités serbes. Les dirigeants du soulèvement d'Ilinden sont aujourd'hui célébrés comme des héros dans la Macédoine du Nord d' aujourd'hui. Ils sont considérés comme des patriotes macédoniens et comme les fondateurs de la campagne pour l' indépendance macédonienne. Les noms des révolutionnaires IMARO comme Gotse Delchev, Pitu Guli, Dame Gruev et Yane Sandanski ont été inclus dans les paroles de l'hymne de la république socialiste de Macédoine Denes nad Makedonija (« Aujourd'hui sur la Macédoine »). Il y a des villes nommées d'après les dirigeants en Bulgarie et en Macédoine du Nord. Aujourd'hui, le 2 août est la fête nationale en Macédoine du Nord, connue sous le nom de Jour de la République qui la considère comme la date de son premier État dans les temps modernes. C'est aussi la date à laquelle, en 1944, une république populaire de Macédoine a été proclamée à l'ASNOM en tant que république constitutive de la république fédérative socialiste de Yougoslavie . L'événement de l'ASNOM est maintenant appelé « Deuxième Ilinden » en Macédoine du Nord, bien qu'il n'y ait aucun lien direct avec les événements de 1903. En Bulgarie, les jours d'Ilinden et de Préobrajénié, anniversaires du soulèvement, sont célébrés publiquement au niveau local, principalement dans les régions de Macédoine de Pirin et de Thrace du Nord.

## Controverse
Il y a eu des différends de longue date entre les partis en Bulgarie et en Macédoine du Nord au sujet de l'appartenance ethnique des insurgés. L'opinion de la plupart des historiens et des politiciens macédoniens est que le soulèvement de Préobrajénie était un soulèvement bulgare, sans rapport avec celui d'Ilinden, qui a été organisé par les Macédoniens. Néanmoins, une partie de l'érudition historique et de l'élite politique macédonienne ont reconnu à contrecœur le caractère ethnique bulgare des insurgés,,. Krste Misirkov, considéré de nos jours en Macédoine du Nord comme l'un des plus éminents partisans du nationalisme macédonien du début du XXe siècle, déclare dans sa brochure Sur les questions macédoniennes (1903) que le soulèvement a été soutenu et mené principalement par cette partie de la Macédoine slave, population ayant l'identité nationale bulgare (comme tous les habitants slaves de la Macédoine à cette époque)[réf. souhaitée].

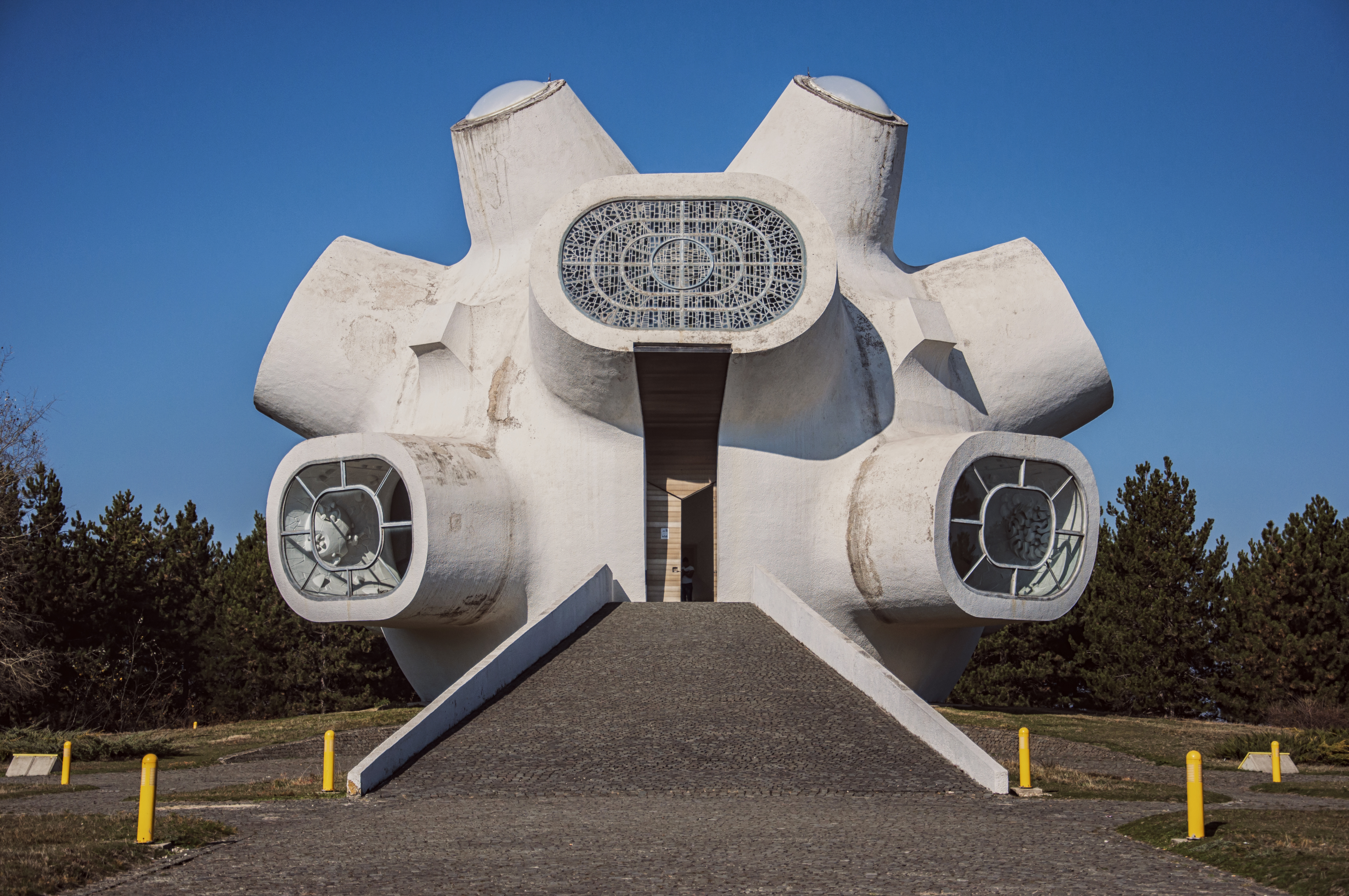
Monument Makedonium, dédié au soulèvement d'Ilinden, Kruševo, Macédoine du Nord.

L'opinion dominante en Bulgarie est qu'à cette époque les Bulgares macédoniens et thraces prédominaient dans toutes les régions des soulèvements et que l'ethnie macédonienne n'existait toujours pas. De plus, le nom de l'IMRO était « Comités révolutionnaires bulgares macédoniens-adrianoples ». Initialement, son adhésion était réservée aux Bulgares. Elle était active non seulement en Macédoine mais aussi en Thrace . Comme son premier nom soulignait la nature bulgare de l'organisation en liant les habitants de Thrace et de Macédoine à la Bulgarie, ces faits sont encore difficiles à expliquer à partir de l'historiographie macédonienne. Ils suggèrent que les révolutionnaires IMRO de la période ottomane n'ont pas fait de distinction entre les « Macédoniens » et les « Bulgares ». De plus, comme l'attestent leurs propres écrits, ils se considéraient souvent, ainsi que leurs compatriotes, comme des « Bulgares » et écrivaient dans la langue standard bulgare. Il convient également de noter que certaines tentatives des responsables bulgares d'actions conjointes et de célébration du soulèvement d'Ilinden ont été rejetées du côté macédonien comme inacceptables. Ces désaccords entre les deux États sont liés à l'assimilation forcée des Bulgares de Macédoine par le pouvoir yougoslave au milieu du XXe siècle, créant une nouvelle ethnie, les Macédoniens, en basant leur histoire essentiellement sur du négationnisme historique et de la falsification de l'histoire grecque et bulgare (en enseignant par exemple dans les écoles que des personnages historiques bulgares, comme Samuel et Gotsé Delchev ou grecs, comme Alexandre le Grand, étaient macédoniens slaves).[réf. nécessaire]
Néanmoins, le 2 août 2017, le Premier ministre bulgare Boyko Borisov et son collègue macédonien Zoran Zaev ont déposé des couronnes sur la tombe de Gotsé Delchev à l'occasion du 114e anniversaire de l'insurrection d'Ilinden-Préobrajénié, après la veille, tous deux ont signé un traité d'amitié et de coopération entre les États voisins. Le traité appelle également un comité à « réexaminer objectivement l'histoire commune » de la Bulgarie et de la Macédoine et prévoit que les deux pays célébreront ensemble des événements de leur histoire commune. Selon des responsables bulgares, cette commission a peu avancé dans ses travaux depuis deux ans. En conséquence, en 2020, la Bulgarie a bloqué la candidature de la Macédoine du Nord à l'Union européenne sur un "processus de construction nationale en cours" basé sur le négationnisme historique de l'héritage bulgare dans la région élargie de Macédoine,,.

## Honneur

### En Bulgarie
- Le village d'Ilindentsi dans la municipalité de Strumyani, dans la province de Blagoevgrad est nommé d'après le soulèvement
- Le village de Preobrazhentsi dans la municipalité de Ruen, dans la province de Bourgas est nommé d'après le soulèvement
- Le village d'Ilinden dans la municipalité de Hadzhidimovo, dans la province de Blagoevgrad est nommé d'après le soulèvement
- Ilinden, Sofia est un quartier de Sofia, situé dans la partie ouest de la ville, nommé d'après le soulèvement
- OMO Ilinden-Pirin, organisation ethnique macédonienne en Bulgarie
- Ilinden (organisation) était une organisation apolitique vétéran créée par des réfugiés bulgares de Macédoine.

### En Macédoine du Nord
- Commune d'Ilinden, dans la région de Skopje
- Ilinden, le siège de la municipalité d'Ilinden
- Ilinden est un sommet de la montagne Baba dans le parc national de Pelister [56]
- FK Ilinden 1955 Bašino, club de football près de Veles
- FK Ilinden Skopje, club de football dans le village d'Ilinden

### Ailleurs
- L'Ilinden Peak, sur l'île de Greenwich dans les îles Shetland du Sud (Antarctique), est nommé d'après le soulèvement
- Le club de football Rockdale Ilinden FC à Sydney, Australie

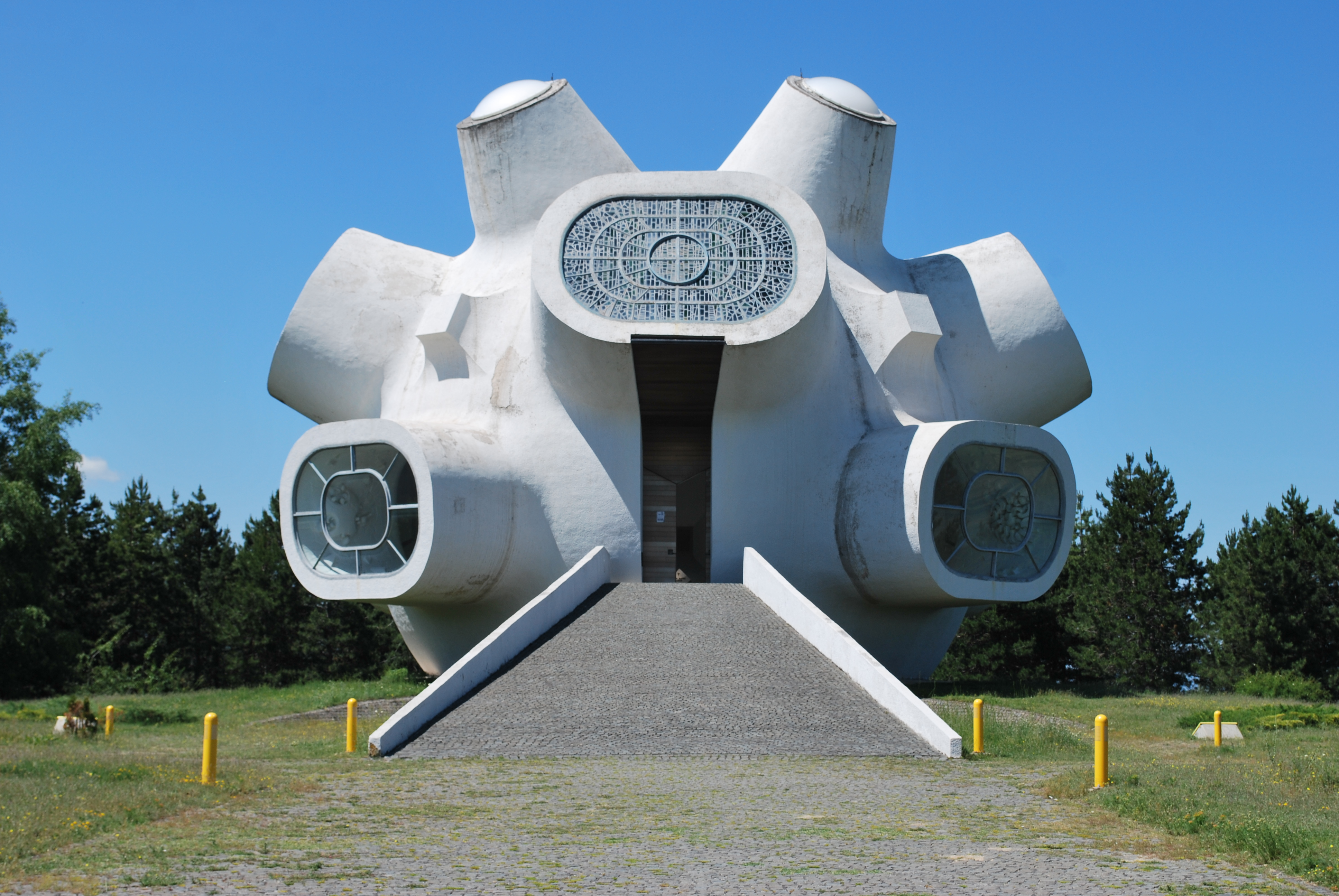
Le monument à l'insurrection d'Ilinden à Kruševo.
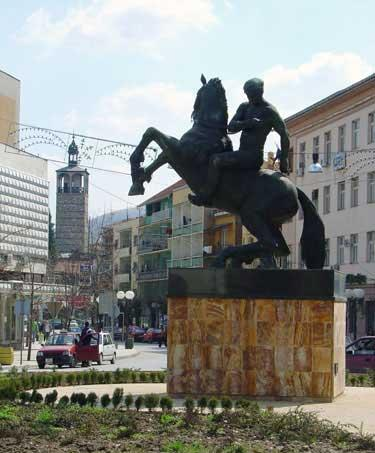
Le monument d'Ilinden à Vélès.
Le drapeau de la municipalité d'Ilinden.
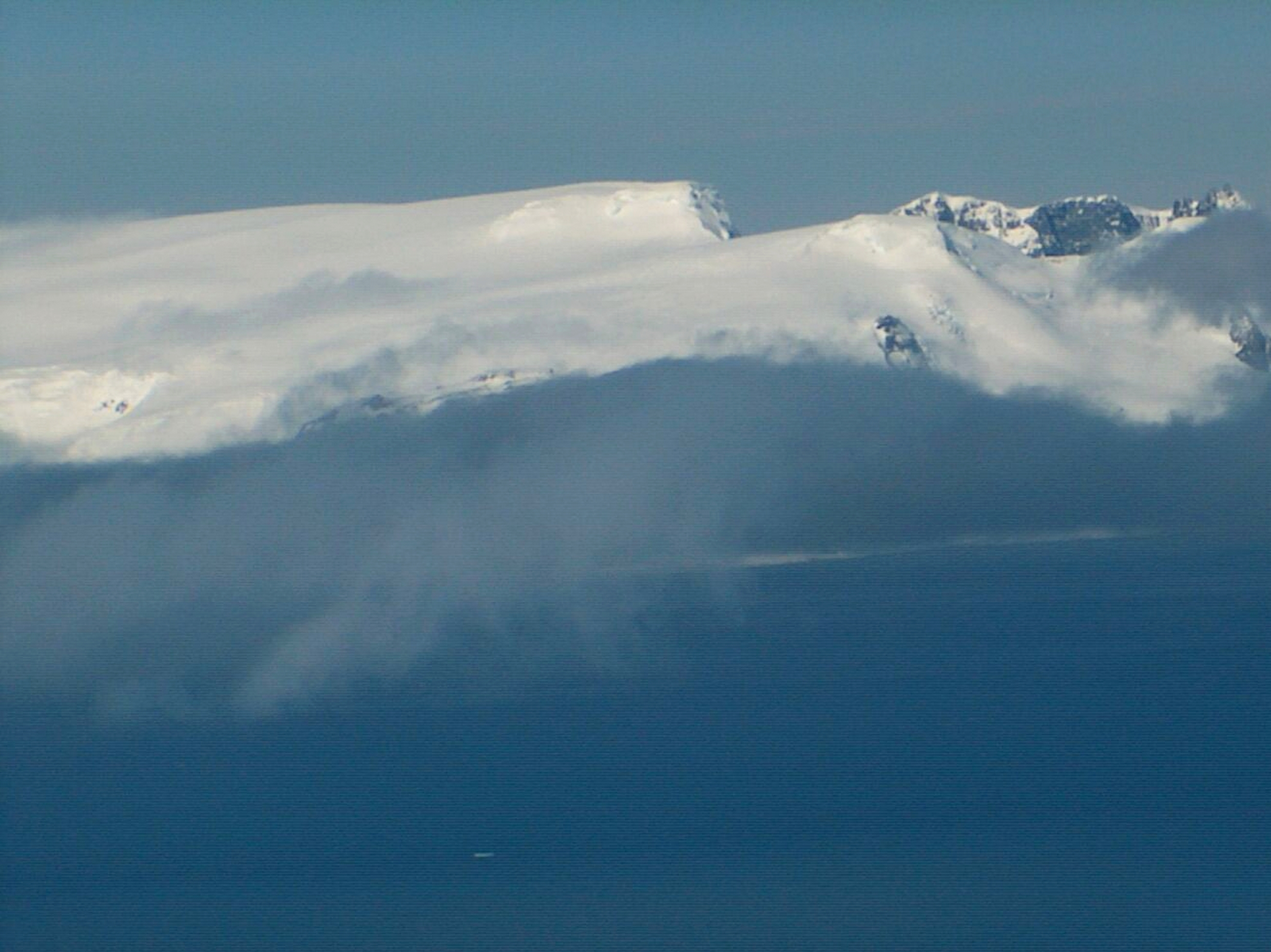
Le pic Ilinden sur l'Île Greenwich.